# 帕维尔·奇恰戈夫

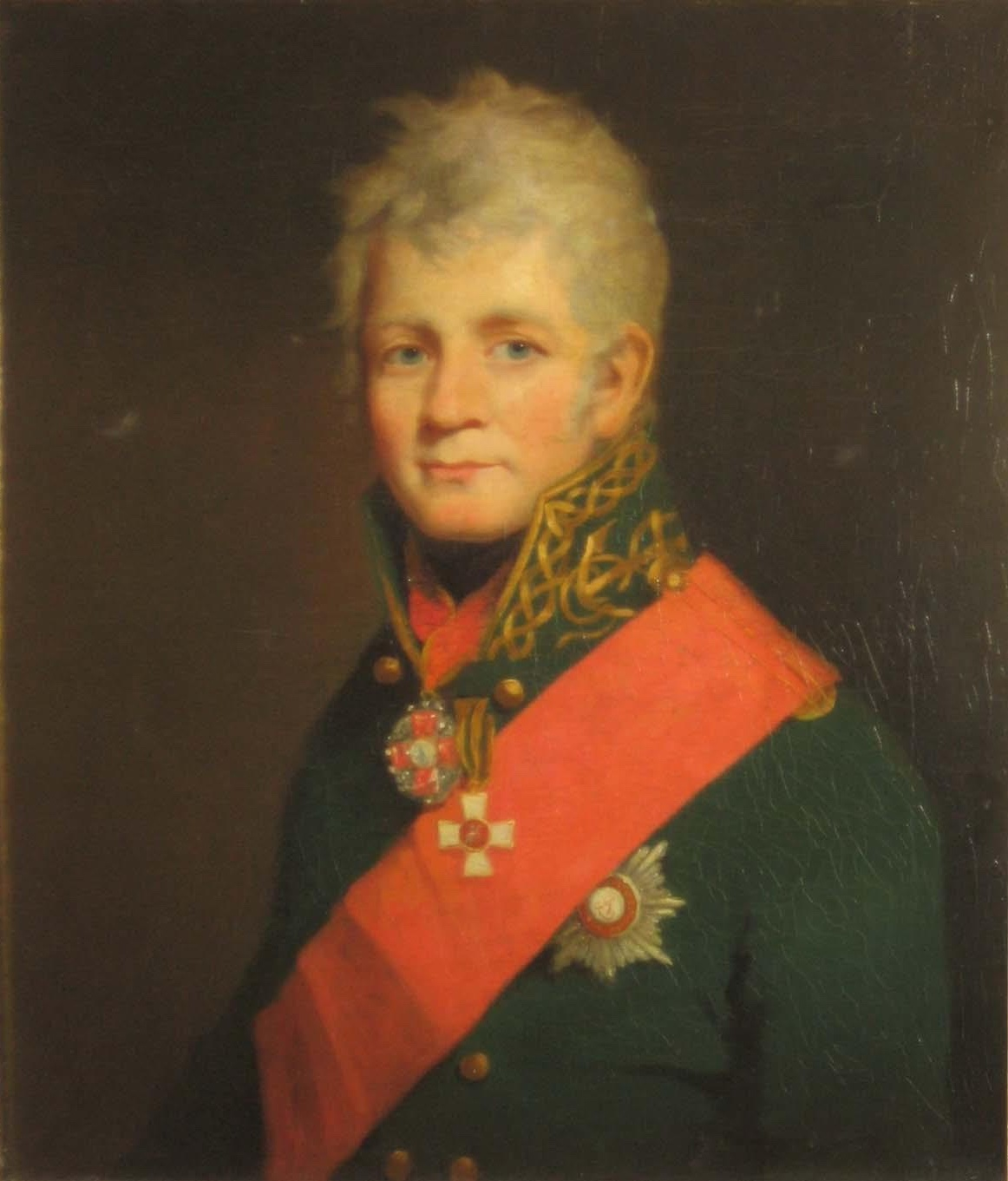

帕维尔·瓦西列维奇·奇恰戈夫（1767年7月8日 - 1849年9月1日），彼得堡人，俄国军人，拿破仑战争期间任俄海军军官。父亲瓦西里·雅科夫列维奇·奇恰戈夫海军上将是波罗的海舰队司令。母亲是萨克森人。他自幼在俄国最好的海军学校学习。 1782年毕业后，作为父亲的副官远游地中海。1788一1790年俄瑞（典）战争期间任战列舰舰长。参加了著名的维堡海战，获得4级圣乔治勋章和代表勇气的黄金剑。 1799年任波罗的海舰队分舰队司令。但保罗一世当政时期他和许多权臣不和，作为雅各宾分子被剥夺勋章关进监狱。但不久就被放出来担任远洋探险队队长。1802年亚历山大一世即位后任俄国副海军大臣、1807年为海军大臣。1809年晋升海军上将，他喜欢科学，主张解放农奴。 被任命为多瑙河集团军总司令、黑海舰队司令、摩尔达维亚和瓦拉几亚总督，随后在俄法1812年战争中，又出任俄国第三集团军司令。参加别列津纳河战役，由于没能和彼得·克里斯蒂安诺维奇·维特根斯坦的部队活捉拿破仑于1813年自动退役。1814年去英国留学曾随船到过新大陆还爱上了一个英国姑娘。1817年回国后成为造船专家在帝国造船厂工作担任工程师，1828年退休侨居意大利和法国。1849年在巴黎去世。